# トム・ペティ&ザ・ハートブレイカーズ
トム・ペティ&ザ・ハートブレイカーズ（Tom petty and the Heartbreakers）は、アメリカ合衆国出身のロックバンドである。1974年にマッドクラッチとしてシェルター・レコードからデビューしたトム・ペティ、マイク・キャンベル、ベンモント・テンチにドラマーのスタン・リンチ、ベーシストのロン・ブレアが参加して結成された。

## メンバー
最終ラインナップ
- トム・ペティ (Tom Petty) - リード・ボーカル、ギター、ベース、ハーモニカ、キーボード (1976年–2017年 彼の死まで)
- マイク・キャンベル (Mike Campbell) - ギター、マンドリン、ベース (1976年–2017年)
- ベンモント・テンチ (Benmont Tench) - ピアノ、オルガン、キーボード、バック・ボーカル (1976年–2017年)
- ロン・ブレア (Ron Blair) - ベース、バック・ボーカル (1976年–1982年、2002年–2017年) ※1982年-1985年は、スタジオ・ゲストとして参加
- スコット・サーストン (Scott Thurston) - ギター、キーボード、ハーモニカ、バック・ボーカル (1999年–2017年) ※1991年-1999年は、ツアー及びセッション・ミュージシャンとして参加
- スティーヴ・フェローン (Steve Ferrone) - ドラム (1999年–2017年) ※1994年-1999年は、ツアー及びセッション・ミュージシャンとして参加

旧メンバー
- スタン・リンチ (Stan Lynch) - ドラム、バック・ボーカル (1976年–1994年)
- ハウィー・エプスタイン (Howie Epstein) - ベース、ギター、マンドリン、バック・ボーカル (1982年–2002年) ※2003年死去

タイムライン

## ディスコグラフィ
※印以下の順位は全米ビルボード200の最高位

### スタジオ・アルバム
- 『アメリカン・ガール』 - Tom Petty and the Heartbreakers (1976年、Shelter) ※55位
- 『ユア・ゴナ・ゲット・イット!』 - You're Gonna Get It! (1978年、Shelter) ※23位
- 『破壊』 - Damn the Torpedoes (1979年、Backstreet/MCA) ※2位
- 『ハード・プロミス』 - Hard Promises (1981年、Backstreet/MCA) ※5位
- 『ロング・アフター・ダーク』 - Long After Dark (1982年、Backstreet/MCA) ※9位
- 『サザン・アクセンツ』 - Southern Accents (1985年、MCA) ※7位
- 『レット・ミー・アップ』 - Let Me Up (I've Had Enough) (1987年、MCA) ※20位
- 『イントゥ・ザ・グレイト・ワイド・オープン』 - Into the Great Wide Open (1991年、MCA) ※13位
- 『「彼女は最高」オリジナル・サウンドトラック』 - Songs and Music from "She's the One" (1996年、Warner Bros.) ※15位
- 『エコー』 - Echo (1999年、Warner Bros.) ※10位
- 『ザ・ラスト・DJ』 - The Last DJ (2002年、Warner Bros.) ※9位
- 『モジョ』 - Mojo (2010年、Reprise) ※2位
- 『ヒプノティック・アイ』 - Hypnotic Eye (2014年、Reprise) ※1位

### ライブ・アルバム
- 『パック・アップ・ザ・プランテーション〜ライヴ』 - Pack Up The Plantation: Live! (1986年、MCA) ※22位
- The Live Anthology (2009年、Warner Bros.) ※51位
- Mojo Tour 2010 (2010年、Self-released)
- Kiss My Amps (Live) (2011年、Rhino)
- Live 2013 (2014年、Self-released)
- Kiss My Amps Live Vol. 2 (2016年、Reprise)
- Live at Fenway Park: 2014 (2016年、Self-released)
- Live at the Fillmore 1997 (2022年、Warner) ※35位

### コンピレーション・アルバム
- 『グレイテスト・ヒッツ』 - Greatest Hits (1993年、MCA) ※2位
- 『プレイバックBOX』 - Playback (1995年、MCA) ※6枚組ボックスセット
- 『アンソロジー』 - Anthology: Through the Years (2000年、MCA) ※32位
- 『ザ・ベスト・オブ・エヴリシング ヒッツ・コレクション1976-2016』 - The Best of Everything (2019年、Geffen) ※16位